# 卢布林隔都
卢布林隔都是纳粹德国在波兰总督府卢布林市建立的隔都。隔都主要监禁波兰犹太人，也有一些罗姆人被关进隔都。卢布林隔都建立于1941年3月，是犹太人大屠杀最致命阶段最先被清理的纳粹隔都之一。1942年3月中旬到4月中旬，超过3万名犹太人被牲畜列车运往贝乌热茨灭绝营灭绝，另有4千人在马伊达内克遇难。

## 历史
早在1940年，在实体的隔都被宣布之前，党卫军和警察领袖奥迪洛·格洛博奇尼克（党卫队区指挥官，也是犹太人保留地的掌权者）开始将卢布林犹太人从他在Spokojna街的总部附近迁走，转入为安置设立的新区域。与此同时，从3月初开始，首批1万名犹太人被从卢布林驱逐到城郊。
被称为犹太人居住区（Wohngebiet der Juden）的隔都于1941年3月24日正式开始运作。为准备入侵苏联的行动，国防军需要需要靠近德苏边境的住房，纳粹因此决定驱逐和隔都化犹太人。1941年时，卢布林隔都是总督府卢布林区的唯一一个隔都。位于伯扎姆切地区。犹太区和非犹太区以Grodzka门为界（更名为“犹太人门”）然后沿着Lubartowska和Unicka街延伸，直至Franciszkańska街的尽头。波兰劳工崩得等战前政党的部分成员被关押在卢布林城堡，并继续从那里开展地下活动。
在卢布林，Szama（Shlomo）Grajer是一个令人畏惧的通敌者：他是一家犹太餐馆的老板，在Kowalska街上设有妓院。Grajer是盖世太保的线人。Grajer的穿着像德国官员一样，召集了许多富有的犹太人来他的餐馆，并从他们每个人那里获得了2万兹罗提的赎金。他还习惯于在隔都为他的纳粹妓院寻找挨饿的漂亮女孩，隔都中的家庭必须紧密结合以确保将她们隐藏起来。Grajer将犹太人委员会主席Marek Alten的漂亮女儿逼入绝境，最后娶了她。二人在Majdan Tatarski隔都的最后清场期间被枪杀。

## 隔都清场

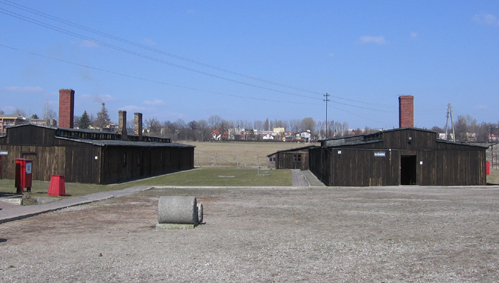
马伊达内克集中营的淋浴间（左）和毒气室（右）

在开设时，隔都中监禁了34,000名波兰犹太人和数目不详的罗姆人。战争结束时，他们所有人都已遇害。大约30,000名受害者在1942年3月17日至4月11日期间被安全警察援助的的第101后备警察营驱逐到贝乌热茨灭绝营。德国人设立了配额，每天驱逐1,400名囚犯。另外4,000人首先被转移到卢布林郊区的Majdan Tatarski隔都，随即在围捕期间被杀，或是被送到附近的马伊达内克集中营。
1943年11月3日，最后一批仍被囚禁的隔都居民在丰收节行动中遇害。这些犹太人居民在马伊达内克集中营和特拉夫尼基集中营遭到集体处决。隔都清场时，德国宣传部长约瑟夫·戈培尔在他的日记中写道：“这个程序非常野蛮，这里不再赘述。犹太人不会留下太多。”
隔都清场后，德国当局使用马伊达内克集中营囚犯奴工拆解隔都，及其附近的维尼亚瓦村和伯扎姆切区。在一起象征性的事件中，建于17世纪的玛哈拉木犹太会堂（纪念玛哈拉木·卢布林）被爆破拆毁。数个世纪的卢布林犹太文化和社区被纳粹终结。1939年，卢布林有4.5万名犹太人，占该城总计12万人口的三分之一；战争结束时已被纳粹彻底铲除。
一些人设法逃脱卢布林隔都的清场，并前往华沙隔都，通知了卢布林被毁的消息。目击者的证据使一些华沙犹太人相信，德国人事实上有意消滅波兰的全部犹太人口。然而，当时包括华沙犹太人委员会负责人亞當·塞尼亞科夫在内的许多人认为这些大屠杀说法是“夸大其词”。目前已知仅有230名卢布林犹太人在德国占领下幸存下来。 

## 注解
1. 1 2 3 4 5 6  Fischel, Jack. . Greenwood. 1998: 58  [2019-05-26]. （原始内容存档于2020-08-26）.
2. ↑  Bergen, D.L. . Critical Issues in World and International History Series. Rowman & Littlefield. 2003: 114  [2019-05-26]. ISBN 978-0-8476-9631-4. （原始内容存档于2020-09-24）.
3. 1 2  Powell, L.N. . University of North Carolina Press. 2000: 125  [2019-05-26]. ISBN 978-0-8078-2504-4. （原始内容存档于2014-01-03）.
4. ↑  统计基于Glossary of 2,077 Jewish towns in Poland，Getta Żydowskie与ARC 2006
5. 1 2  The "Grodzka Gate – NN Theatre" Centre.另见：„Operation Reinhard” in Lublin
6. 1 2  Schwindt, Barbara. . Würzburg: Königshausen & Neumann. 2005: 56. ISBN 3-8260-3123-7. OCLC 61263610 （德语）.
7. ↑  Kuwałek, Robert.  (pdf).   [2019-05-26]. （原始内容存档 (PDF)于2020-08-03） （英语）.
8. 1 2 3 4  Bojarski, Jerzy. .  (PDF). Lublin Rishon LeZion: Norbertinum. 2002: 24, 27, 29, 30  [2019-05-26]. ISBN 83-7222-095-6. OCLC 49712272. （原始内容存档 (PDF)于2020-08-03） （波兰语）.
9. ↑  Browning, Christopher R.  (PDF). Ordinary Men: Reserve Police Battalion 101 and the Final Solution in Poland (Harper Perennial). 1998 [1992]  [2019-05-26]. ISBN 978-0060995065. （原始内容存档 (PDF)于2013-10-19）.
10. 1 2  Salter, M.; Bousfield, J. . Poland (Rough Guides). Rough Guides. 2002: 304  [2019-05-26]. ISBN 978-1-85828-849-9. （原始内容存档于2014-01-03）.
11. ↑  Garbarini, A. . Yale University Press. 2006: 49  [2019-05-26]. ISBN 978-0-300-13503-9. （原始内容存档于2014-01-03）.